# Famine nucléaire
Une famine nucléaire est une famine hypothétique considérée comme une menace potentielle consécutive à une guerre nucléaire mondiale mais aussi régionale. On pense que même les effets d'un refroidissement minime résultant d'un conflit nucléaire local pourraient avoir un impact considérable sur la production agricole en déclenchant une crise alimentaire mondiale parmi les survivants.
Tandis que l'hypothèse d'un « hiver nucléaire » est aussi populaire que largement débattue, la question de la potentielle rupture d'approvisionnement en nourriture dues aux effets des explosions et retombées à la suite d'une guerre nucléaire est moins sujette à controverse. Plusieurs livres ont été écrits sur la question de l'approvisionnement alimentaire, y compris Fallout Protection (en), Nuclear War Survival Skills (en), Would the Insects Inherit the Earth and Other Subjects of Concern to Those Who Worry About Nuclear War, et plus récemment au sujet de la gestion de la sécurité alimentaire après un hiver nucléaire extrême ou un hiver d'impact dans le livre Feeding Everyone No Matter What (en).
Avec ces textes d'introduction, des ouvrages plus officiels mettent l'accent sur l'organisation de l'agriculture et la radioécologie incluant : Nutrition in the Postattack Environment par la RAND Corporation, les plans de continuité du gouvernement pour la prévention de la famine dans On Reorganizing After Nuclear Attack et Survival of the Relocated Population of the U.S. After a Nuclear Attack du Prix Nobel Eugene Wigner, tandis que ceux qui se concentrent uniquement sur la radioécologie et l'agriculture en tant que telles comprennent Effects of Fallout Radiation on Crop Production
,, Behavior of Radioactive Fallout in Soils and Plants et des contre-mesures pratiques qui devaient être prises par les agriculteurs au niveau individuel dans Defense Against Radioactive Fallout on the Farm.

## Début des travaux
L'un des premiers travaux à discuter du problème des retombées, de l'agriculture et de l'approvisionnement en nourriture a été Herman Kahn en 1960 avec sa publication On Thermonuclear War (en). Kahn soutenait que si la guerre totale serait en effet une « catastrophe sans précédent », l'alimentation légèrement à modérément contaminée ne devrait pas être gaspillée car l'ingestion de cette nourriture par les personnes âgées n'entraînerait aucune augmentation observable du cancer dans cette cohorte. Cela est dû au fait que, comme les autres cancérigènes tel la fumée de cigarette, les cancers n'apparaissent pas immédiatement après l'exposition à des rayonnements ou, plus spécifiquement ici aux retombées nucléaires ; le cancer disposerait plutôt au minimum d'une période de latence de cinq ans, un laps de temps constaté durant l'étude médicale américaine Project_4.1 (en). C'est pour cette raison que les personnes âgées pourraient manger des aliments légèrement à modérément contaminés - le cas échéant - sans trop d'effets nocifs ; permettant ainsi de réserver la plupart de la nourriture non contaminée pour les jeunes générations.

## Vue d'ensemble
De 1980 à 1985, période durant laquelle l'hypothèse de l'hiver nucléaire était encore notoirement dans sa jeune « phase de modèle informatique apocalyptique à une dimension », plus de trois cents physiciens et scientifiques spécialistes de l'atmosphère, de l'agriculture et de l'écologie de plus de trente pays se réunissaient autour du projet Scientific Committee on Problems of the Environment-Environmental Effects of Nuclear War (SCOPE-ENUWAR). Ce projet a évalué les conséquences globales d'une guerre nucléaire et rendu une publication en deux volumes intitulée Environmental Consequences of Nuclear War, détaillant les effets physiques, atmosphériques, écologiques et agricoles d'une guerre nucléaire globale,. La publication prévoit que des milliards de survivants d'une guerre nucléaire, même dans les pays non combattants, pourraient faire face à une chute de l'approvisionnement en nourriture (si les contre-mesures de « continuité du gouvernement » n'étaient pas appliquées), plongeant les survivants dans un « niveau élevé de malnutrition, de famine » et de situations désespérées, « seulement une petite fraction de la population mondiale actuelle pourrait espérer survivre quelques années ».
Plusieurs processus menant à un manque de nourriture massif et global peuvent être impliqués. Pour commencer, les cultures, la nourriture stockée et les fournitures agricoles tels que les engrais et pesticides peuvent être détruits instantanément par les explosions nucléaires ; la contamination du sol, de l'air et de l'eau peut rendre les aliments impropres à la consommation, les cultures incapables de pousser correctement ; les feux incontrôlables peuvent entraver les activités agricoles de base, de la récolte ou de la cueillette. Les experts ont prévu que durant les premières années suivant une guerre nucléaire, les processus plus complexes comme la paralysie de l'économie internationale et des systèmes d'échanges commerciaux, l'effondrement du transport alimentaire mondial et des réseaux de distribution, la perte des incitations aux exportations et importations, le stress climatique extrême sur les écosystèmes et le chaos qui en découle, ainsi que la perturbation de la société peuvent notoirement aggraver la pénurie alimentaire.
À la suite de la publication de Environmental Consequences of Nuclear War (« Conséquences Environnementales d'une Guerre Nucléaire »), d'autres études ont vu le jour basées sur la modélisation et l'analyse d'hypothétiques échanges nucléaires entre les nations possédant la bombe atomique. Les conclusions de ces études illustrent qu'une guerre nucléaire est une route auto-destructrice vers la famine de masse et a fait écho à la déclaration faite dans The Medical Implications of Nuclear War (« Les implications médicales d'une guerre nucléaire »), une publication de la National Academy of Sciences, selon laquelle « Le mécanisme primaire de pertes humaines ne serait probablement pas dû aux effets de l'explosion, ni des brûlures du rayonnement thermique, ni du rayonnement ionisant, mais plutôt à la famine généralisée ».
Bien que le nombre total d'armes nucléaires dans le monde ait diminué de deux tiers (comparativement au début des années 1980) à la suite du traité de réduction des armes stratégiques (START) entre les États-unis et l'Union soviétique,  des experts pensent que le risque d'un conflit nucléaire n'a pas diminué, mais au contraire, a augmenté. Ceci étant dû à la prolifération nucléaire puisqu'un plus grand nombre de pays tels que l'Inde, le Pakistan ou la Corée du Nord possèdent maintenant un arsenal nucléaire, augmentant le risque d'un conflit nucléaire régional. Tensions militaires croissantes, accidents, sabotages et cyberattaques sont de potentiels déclencheurs d'une perturbation nucléaire massive et d'une famine régionale sinon mondiale.

## Effets de la guerre nucléaire sur les agrosystèmes

### Effets globaux
Une guerre nucléaire d'envergure rendrait les conditions environnementales si perturbantes pour les plantes et le plancton que les récoltes et la pêche en seraient dangereusement affectées. Les premières études majeures portant sur les effets d'un conflit nucléaire sur le climat, et par extension sur les agrosystèmes, furent publiées et débattues au début des années 1980, Crutzen et Birks en 1982 puis l'année suivante par les russes Vladimir Alexandrov et Georgiy L. Stenchikov mais surtout celle connue sous l'acronyme TTAPS (constitué de la première lettre du nom des auteurs). Elles concluaient qu'une guerre nucléaire américano-soviétique projetterait dans l'atmosphère tant de suie et de fumée bloquant la lumière du soleil, qu'il y aurait un « hiver nucléaire » prononcé provoquant l'arrêt total des activités agricoles dans l'hémisphère nord. Bien que TAAPS fût un temps contestée,, d'autres études, en affinant les modèles, ont ultérieurement confirmées les craintes émises par TTAPS qui prévoyait une baisse notable des températures de 15 °C à 25 °C durant plusieurs semaines ou mois ; engendrant à l'échelle mondiale des bouleversements environnementaux sans précédent dans l'histoire de l'humanité,.

### Effets sur l'agriculture
Les biologistes ont longtemps analysé qu'un certain nombre de facteurs découlant de « l'hiver nucléaire » auront un impact significatif sur l'agriculture. Par exemple, une guerre nucléaire survenant durant la saison de croissance peut apporter de brusques épisodes de basses températures (−10 °C ou plus) pendant des jours ou des semaines, le schéma de référence étant celui de « l'année sans été » en 1816 ; les épisodes de gel étant capables de détruire une grande quantité de cultures. En outre, la saison de croissance pourrait être raccourcie, tel que rapporté par Alan Robock (Rutgers University) qui a calculé qu'une guerre nucléaire régionale entre l'Inde et le Pakistan réduira considérablement, durant plusieurs années, la saison de croissance sans gel dans les deux hémisphères et dévastera la production agricole ; les cultures n'auront alors pas suffisamment de temps pour parvenir à maturité. Par ailleurs, les études envisageant plusieurs scénarios d'hivers nucléaires en fonction de la quantité (exprimée en Tg, abréviation de téragramme) de fumée, de débris et de suie projetés par les explosions dans l'atmosphère, une étude réalisée en 2017 prévoit qu'une quantité de suie de 5 Tg serait suffisant pour faire chuter les niveaux de précipitations d'au moins 20 % dans les deux hémisphères et jusqu'à 80 % en Asie, la combinaison hiver/sécheresse nucléaire réduisant la saison des cultures de 10 à 40 jours par année, durant cinq ans.

### Effets sur l'atmosphère

#### Diminution de la couche d'ozone et du plancton
John Hampson a été le premier à s'inquiéter des effets des explosions nucléaires sur l'atmosphère et la couche d'ozone. En effet, dans les années 1970, l'arsenal atomique était surtout constitué de missiles balistiques équipés d'une seule tête nucléaire de grande puissance pouvant incidemment créer un nuage atomique qui s'étend verticalement jusque dans la stratosphère. Dans ce contexte, on pouvait craindre que l'oxyde d’azote présent dans le nuage atomique agisse sur la couche d'ozone en la réduisant de 30 % à 70 % dans l'hémisphère nord et de 20 % à 40 % dans l'hémisphère sud, augmentant ainsi considérablement les effets des rayons UV-B dans des proportions dommageables pour les êtres vivants et les plantes. De nos jours, les missiles nucléaires à têtes multiples ont une puissance explosive (en kilotonne) moins importante que ceux qui par le passé portaient une charge unique de plusieurs mégatonnes. Le nuage atomique de ces explosions se stabiliserait à plus basse altitude et dans un scénario des années 1980 où les États-unis et l'Union soviétique utilisent la moitié de leurs arsenaux stratégiques, la réduction de la couche d'ozone est estimée à moins de 20 % dans l'hémisphère nord et pourrait se reconstituer en une dizaine d'années.
Les écosystèmes marins naturels, l'un des principaux fournisseurs de nourriture pour les sociétés humaines, s'ils sont moins vulnérables aux chutes soudaines de la température, sont en revanche très sensibles à la réduction de la lumière solaire et à l'augmentation du niveau de rayonnement UV-B. Dans le cas d'une guerre nucléaire à grande échelle, il est envisagé qu'une simple réduction de 25 % de l'ozone puisse provoquer une augmentation du rayonnement UV-B conduisant à la réduction de la photosynthèse nette de la zone euphotique de 35 % près de la surface et de 10 % dans l'ensemble de la zone euphotique (la zone euphotique fait référence à des profondeurs de l'océan où subsistent des niveaux de lumière suffisante pour activer la photosynthèse). Avec une réduction correspondante de la lumière disponible pour la photosynthèse, il a été prévu que la population de phytoplancton chute ; les scientifiques ont même supposé que la plupart du phytoplancton et des herbivores zooplanctons (qui se nourrissent de phytoplancton) dans plus de la moitié des océans de l'hémisphère nord allait mourir.
Des évaluations[Par qui ?] plus récentes[Quand ?] des problèmes potentiels de la couche d'ozone face aux boules de feu nucléaires ont déterminé que ces suppositions antérieures étaient totalement infondées[réf. nécessaire]. Selon La Banque mondiale, l'océan fournit à la population mondiale plus de 16 % de son apport en protéines animales ; étant donné que les chaînes alimentaires marines sont construites sur la photosynthèse de phytoplanctons, les guerres nucléaires à grande échelle, selon les modèles des années 1980, était considérées par inadvertance dévastatrices pour la pêche en touchant des millions, voire des milliards de gens qui comptent sur l'océan pour se nourrir[pas clair].

#### Brouillard photochimique
À la suite des explosions, plusieurs millions de tonnes de poussière et d'éléments chimiques seraient propulsés dans la troposphère (0 à 12 km d'altitude) ce qui produirait un brouillard d'ozone photochimique toxique là où la lumière du soleil pourrait encore percer le nuage de fumée et de suie ; un phénomène qui pourrait cependant être négligeable et dans tous les cas, ne pourra pas se produire durant les premières semaines après une guerre nucléaire majeure (l'ozone toxique ne peut se former sans l'action de la lumière du soleil).

## Effets de la guerre nucléaire sur la distribution alimentaire
En plus des effets néfastes sur les agrosystèmes, les facteurs socio-économiques de la guerre et des destructions nucléaires possèdent également de profondes implications sur la disponibilité de la nourriture. Il a été observé dans les instants suivant les bombardements atomiques d'Hiroshima et Nagasaki, que la nourriture était encore plus rare tandis que les cultures des régions voisines ont été détruites et que la distribution des produits alimentaires provenant d'autres parties du Japon a été coupée à cause de la destruction du chemin de fer ; alors que la production agricole avait déjà été touchée de façon drastique au cours des années précédentes par la guerre et le mauvais temps. Peu de temps après la guerre, en 1946, la quantité de nourriture disponible au Japon pouvait offrir à chacun seulement 1 400 calories par jour contre 2 140 calories consommées par un citoyen moyen avant la guerre. Avec un système de distribution paralysé et le retard des aides, le détournement des ressources des canaux officiels pour nourrir un florissant marché noir était devenu vraiment incontrôlable, si bien qu'à la fin de 1946, en mettant de côté l'apport du marché noir florissant et en considérant seulement les rations alimentaires officielles on pouvait à peine fournir les Japonais des villes touchées par les bombardements stratégiques, avec 800 calories par jour[Information douteuse]. Bien qu'il n'y eut probablement pas, à proprement parler, de véritable famine au Japon immédiatement après la Seconde Guerre mondiale, la situation alimentaire était à ce point critique que l'éminent historien japonais Irokawa Daikichi, a noté que 
« immédiatement après la défaite de 1945, certains ont estimé que dix millions de personnes allaient probablement mourir de faim »
Aujourd'hui, 85 % des pays dans le monde ont une production locale de nourriture considérée comme faible à marginale pour se nourrir eux-mêmes (ne sont pas auto-suffisants) et sont de plus en plus dépendants des réseaux de commerce bien établis afin de se procurer des produits alimentaires importés. Une étude récente réalisée en 2014 a examiné les conséquences d'une perturbation à l'échelle continentale sur les réseaux de commerce du blé et du riz, pouvant se produire lorsque l'approvisionnement alimentaire mondial est sensiblement réduit, comme à la suite d'une guerre nucléaire à grande échelle. Compte tenu de la tendance pour les pays exportateurs de retenir leurs cultures en période de pénurie alimentaire, le modèle de prédiction de cette étude a déterminé que la quantité des exportations de blé et de riz est réduite lorsque combinée avec des pertes de réseaux d'exportation. Singulièrement, les auteurs ont constaté que les pays « les moins avancés » subiront de plus grandes pertes d'importation en raison de contraintes financières, et la perte de réseaux de commerce finira par conduire à ce qu'une part plus importante de la population soit vulnérable aux pénuries alimentaires.

## Famine mondiale due à un conflit nucléaire régional
À ce jour, une grande partie de la recherche spéculative sur le changement climatique induit par la guerre nucléaire se concentre sur un hypothétique échange nucléaire à grande échelle entre la Russie moderne et les États-Unis. Cependant, le monde de l'après Guerre Froide comprend aussi un certain nombre d'autres pays possédant la bombe nucléaire ; tel que l'Inde, le Pakistan ou la Corée du Nord, qui sont engagés dans un conflit armé — de fait ou gelé — avec leurs voisins. En comparaison avec une guerre nucléaire mondiale, un conflit régional entre des nations possédant un arsenal nucléaire relativement modeste aurait probablement des effets climatiques néfastes moins spectaculaires. Néanmoins, il a été avancé que le refroidissement global résultant d'un tel conflit pourrait avoir des conséquences à large échelle sur l'agriculture et le système mondial d'approvisionnement alimentaire.
Plusieurs études menées par Alan Robock décrivent cette possibilité. En 2007, une analyse utilisant des modèles climatiques contemporains a montré qu'un hypothétique échange nucléaire entre l'Inde et le Pakistan, impliquant cent bombes équivalentes à celle d'Hiroshima (moins de 0,03 % de la capacité explosive de l'arsenal nucléaire mondial en 2007), suffirait à causer un refroidissement mondial radical. Le modèle n'a pas seulement prédit des répercussions cohérentes avec le concept traditionnel de « hiver nucléaire », mais a aussi suggéré que les effets climatiques dureraient plus longtemps que ce qui avait été espéré auparavant. Ces répercussions pourraient englober des changements marqués dans le cycle normal des saisons, un déclin moyen de la pluviométrie de 10 % autour du monde et « un refroidissement de plusieurs degrés ... sur de grandes zones de l'Amérique du nord et de l'Eurasie, incluant la plupart des régions céréalières ».
Une étude connexe de 2012 a assimilé un modèle dynamique d'agrosystèmes afin de prédire les effets sur l'agriculture d'une guerre entre l'Inde et le Pakistan. Le modèle dans ce cas a montré qu'une guerre nucléaire régionale sur un autre continent pourrait conduire à une baisse significative de la production de maïs et de soja dans le Midwest américain ; la plus grande perte de récolte survenant au cours des cinq années suivant l'événement. Au cours des dix années suivant l'événement, il a été envisagé que la production de maïs chute de 10 % en moyenne et celle du soya de 6 à 12 % selon l'emplacement. La variation d'une année sur l'autre serait importante et pourrait être affectée par des anomalies de la température, de la pluviométrie et de la lumière du soleil.
D'autres études basées sur le type de celle d'Allan Robock et d'une guerre entre l'Inde et le Pakistan, utilisent un autre modèle agricole pour prédire les effets sur la production de riz en Chine. Après avoir pris en considération les conditions météorologiques et les pratiques agricoles spécifiques pour les différentes provinces, la production de riz devrait diminuer en moyenne de 21 % durant les quatre premières années et d'environ 10 % en six ans. Bien que le potentiel des mesures d'adaptation (comme l'augmentation du nombre de plantations de riz dans les provinces les moins touchées ou l'ajustement des engrais) pourraient être mises en œuvre, ces stratégies ont leurs propres limites et conséquences—y compris la poursuite de la pollution de l'environnement. La production chinoise de maïs et de blé pourrait également être affectée. En particulier, la production de blé à la suite d'un tel incident pourrait baisser de plus de 50 % la première année et baisser en moyenne de 39 % dans les cinq premières années.
En 2017, des chercheurs de l'Université du Nebraska à Lincoln ont utilisé les données de 19 types d'armes nucléaires détenues par les cinq puissances nucléaires majeures afin de calculer le seuil minimum (en nombre de bombe) susceptible de déclencher une sécheresse nucléaire. Les scientifiques ont ainsi montré, par exemple, que la détonation d'un seul missile nucléaire chinois suffirait à provoquer un bouleversement climatique décrit comme « un automne nucléaire »,.

### Les populations vulnérables
L'Association internationale des médecins pour la prévention de la guerre nucléaire a déclaré en 2013 que plus de deux milliards de personnes risqueraient la famine dans le cas d'un échange nucléaire limité, comme celui qui pourrait se produire entre l'Inde et le Pakistan, ou même par l'utilisation d'un petit nombre d'armes nucléaires détenu par les États-unis et la Russie,.
Ce rapport affirme que le monde est dans un état dans lequel il est particulièrement vulnérable à une diminution de la production alimentaire, même légère. À son tour, de petits changements dans la moyenne de la température mondiale peuvent avoir des effets disproportionnés sur les cultures. Les études prévoyant un déclin substantiel de la production agricole aux États-unis et en Chine sont peut-être trop prudentes car elles ne tiennent pas compte de la perte d'ozone ou les températures quotidiennes extrêmes. Ils citent l'exemple de l'éruption volcanique du mont Tambora en 1815 qui produisit un écart de température annuelle moyenne de seulement −0,7 °C, mais apporta les années suivantes des gelés au mois de mai et des tempêtes de neige en juin dans les États Mid-Atlantic ; en Asie les récoltes de riz seront compromises à cause de la sécheresse induite par l'absence de mousson, alors que dans toute l'Europe des pluies incessantes feront périr les cultures, causant des pertes de récolte allant jusqu'à 40 % en Suisse et 75 % dans le nord de l'Europe.
En outre, les auteurs du rapport estiment que de petites perturbations dans l'approvisionnement alimentaire est fortement amplifié pour les populations souffrant de malnutrition. En particulier, environ 800 millions de personnes souffrent de malnutrition chronique, peut d'entre-eux survivraient à une diminution de seulement 10 % de leur consommation alimentaire durant un an. Les réserves mondiales de céréales pourraient servir comme un tampon dans cette situation ; cependant, les estimations suggèrent que les réserves actuelles ne dureraient que 68 à 77 jours environ.
Les famines sont également souvent associées à des épidémies. À la suite de l'éruption du Mont Tambora, la planète subit un refroidissement global causant la famine de 1816 en Irlande et une épidémie de typhus qui s'est ensuite répandue dans une grande partie de l'Europe. La famine au Bengale de 1943 a été associée avec de grandes épidémies localisées de choléra, de paludisme, de variole et de dysenterie[réf. nécessaire]. De même, les grandes mégapoles surpeuplées des pays en développement pourraient voir d'importantes éclosions de maladies infectieuses comme un résultat secondaire de la famine[réf. nécessaire].
Cependant, comme indiqué dans un article publié dans le journal Public Health Reports, c'est un des quelques mythes répandus selon lequel les maladies infectieuses surviennent toujours après une catastrophe dans les villes,.